# 職員倫理条例
職員倫理条例（しょくいんりんりじょうれい）とは地方公務員の倫理について規定した地方公共団体の条例。法令遵守条例や不当要求防止条例やコンプライアンス条例として制定している自治体も存在する。

## 概要
地方公務員に対して職務に利害関係者からの接触や贈与（いわゆる賄賂）の制限や禁止、事業者等から贈与等を受けた職員の報告、不当要求拒否義務や公益通報義務などを規定している。公職議員による口利き記録と公開について規定されている場合もある。
都道府県では北海道が1997年4月に施行されたのが初めてである。

## 条例

### 道県の条例
| 道県     | 条例名                                 |
| -------- | -------------------------------------- |
| 北海道   | 北海道職員の公務員倫理に関する条例     |
| 青森県   | 青森県職員倫理条例                     |
| 岩手県   | 職員の職務に係る倫理の保持に関する条例 |
| 福島県   | 福島県職員倫理条例                     |
| 千葉県   | 千葉県職員倫理条例                     |
| 神奈川県 | 神奈川県職員等不祥事防止対策条例       |
| 静岡県   | 静岡県職員倫理条例                     |
| 岡山県   | 職員倫理条例                           |
| 香川県   | 香川県職員倫理条例                     |
| 高知県   | 高知県職員倫理条例                     |
| 徳島県   | 徳島県の公務員倫理に関する条例         |
| 福岡県   | 福岡県職員倫理条例                     |

### 政令指定都市や特別区の条例
| 自治体   | 条例名                                                                            |
| -------- | --------------------------------------------------------------------------------- |
| 千代田区 | 千代田区職員等公益通報条例                                                        |
| 新宿区   | 新宿区職員の行動規準及び責務等に関する条例                                        |
| 目黒区   | 目黒区職員倫理条例                                                                |
| 中野区   | 中野区職員倫理条例                                                                |
| 静岡市   | 静岡市職員倫理条例                                                                |
| 浜松市   | 浜松市職員倫理条例                                                                |
| 名古屋市 | 名古屋市職員の倫理の保持に関する条例                                              |
| 京都市   | 京都市職員の倫理の保持に関する条例 京都市職員の公正な職務の執行の確保に関する条例 |
| 神戸市   | 市政の透明化の推進及び公正な職務執行の確保に関する条例                            |
| 広島市   | 広島市職員倫理条例                                                                |
| 福岡市   | 福岡市職員の公務員倫理に関する条例                                                |